# Welwyn Garden City
Welwyn Garden City, prescurtat WGC, este un oraș în comitatul Hertfordshire, regiunea East, Anglia. Orașul se află în districtul Welwyn Hatfield a cărui reședință este. Orașul este un oraș planificat, construit conform unor principii de planificare urbană din anii 1920. A fost conceput ca un oraș cu o densitate mică, înconjurat de terenuri agricole.